# Cmentarz prawosławny w Księżpolu
Cmentarz prawosławny w Księżpolu – nekropolia w Księżpolu, utworzona w ok. 1875 na potrzeby miejscowej ludności prawosławnej. Czynna do dzisiaj.

## Historia i opis
Cmentarz został założony ok. 1875 na rzecz miejscowej parafii prawosławnej, świeżo restytuowanej w ramach likwidacji unickiej diecezji chełmskiej. Został pomyślany jako kontynuacja starszego cmentarza. Do końca XIX w. ludność użytkowała oba cmentarze, lecz początku XX w. jedyną czynną nekropolią prawosławną pozostał nowy cmentarz. Do dziś służy prawosławnej społeczności, a opiekę sprawuje nad nim parafia Świętej Trójcy w Tarnogrodzie.
Na początku lat 90. XX wieku na terenie nekropolii zachowało się ok. 30 całych lub zdekompletowanych kamiennych nagrobków sprzed 1945. Są to krzyże na prostopadłościennych postumentach, słupach imitujących pnie drzew i z obeliskowymi nadstawami dekorowane akroterionami, tympanonami oraz roślinnymi ornamentami. Wśród współczesnych nagrobków dominują lastrikowe, betonowe i marmurowe stelle z łacińskimi krzyżami. Inskrypcje na nagrobkach wykonane zostały w językach cerkiewnosłowiańskim i polskim.
Wokół cmentarza rośnie 50 wiązów, 15 lip, 5 dębów oraz po 3 topole i jesiony. W częściach środkowej i północnej występują sumak octowiec, bez czarny, śnieguliczka oraz samosiewy wiązu i lipy.

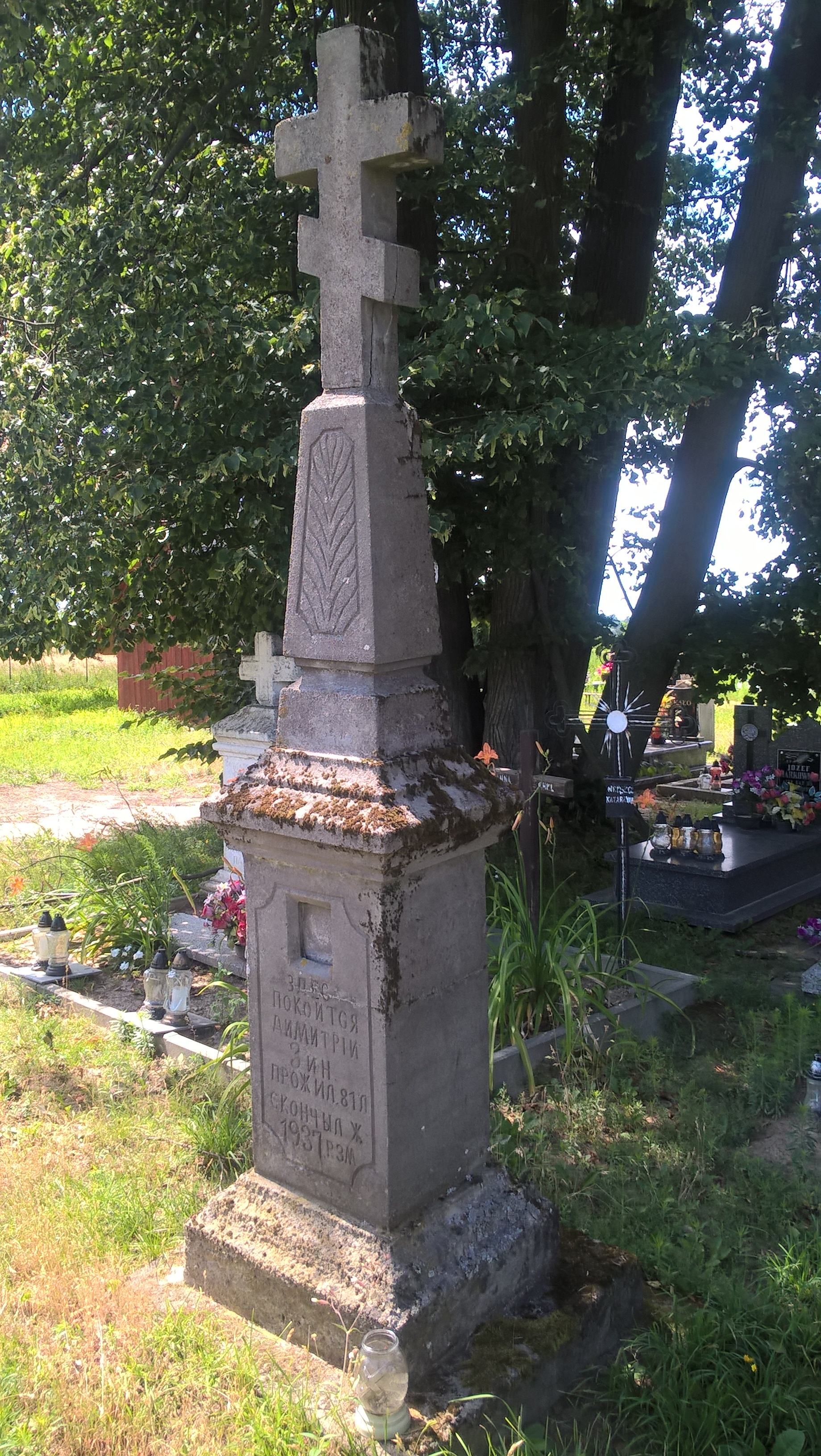
Nagrobek obeliskowy z 1937
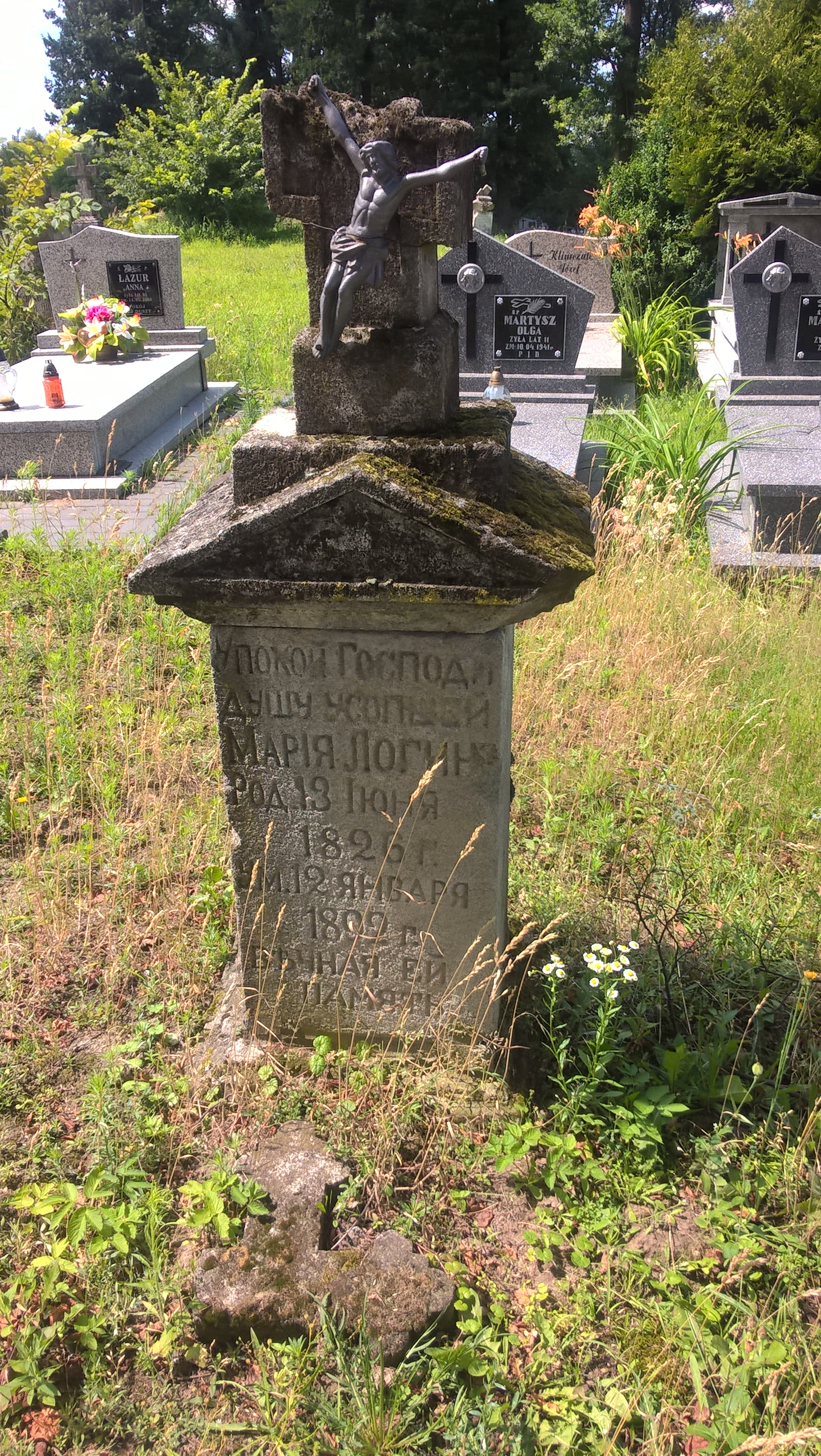
Zniszczony nagrobek dekorowany tympanonem z 1892
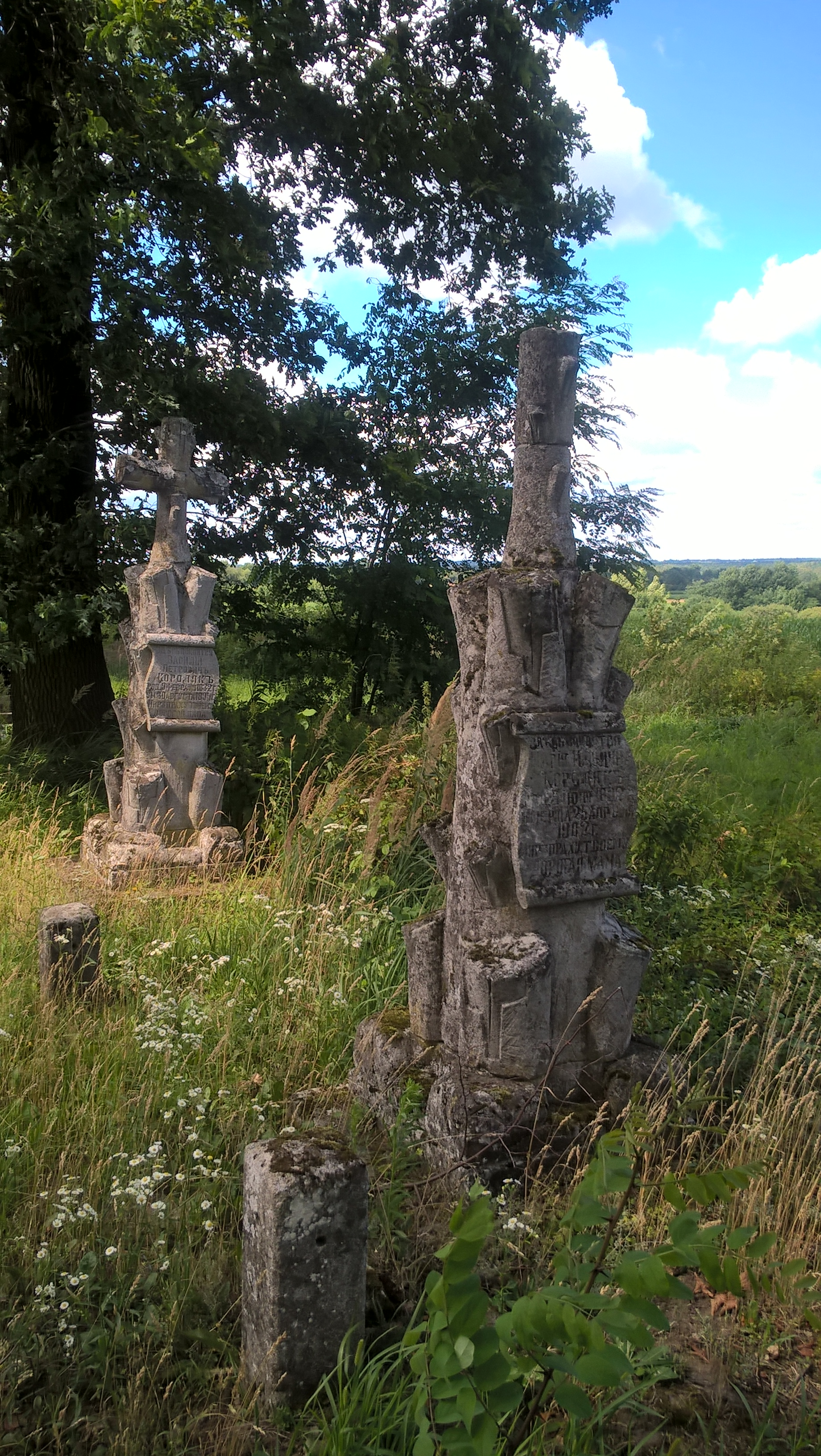
Nagrobki w formie pni drzew z 1894 i 1902